# Antoine Loysel
Pour les autres membres de la famille, voir Famille Loysel.
Antoine Loysel, seigneur de Courroy, de Fouilloy et de l'Églantier, né le 16 février 1536 à Beauvais et mort le 28 avril 1617, à Paris, est un jurisconsulte resté célèbre parmi les juristes pour avoir collecté les principes généraux de l'ancien droit coutumier français.

## Biographie

### Vie familiale et jeunesse
Fils de Jean Loisel, seigneur de Quiévremont, de Flambermont, de Sénéfontaine et de Warluis, échevin et conseiller du roi élu en l'élection de Beauvais, et de Catherine d'Auvergne, Antoine Loisel est le frère de Philippe Loisel, lieutenant-général civil et criminel au bailliage de Senlis, maître des requêtes du duc d'Anjou.
Antoine Loysel fut incité à se marier le 2 août 1563 avec Marie de Goulas (1541-1595), cousine germaine de Nicolas Goulas, qui est aussi la nièce de l'avocat du roi Dumesnil. Ils eurent 12 enfants. Antoine est le beau-père de Guillaume Marescot.
« Il souhaitait se consacrer à la médecine, comme avait fait son grand-oncle Jean Loysel, médecin des rois Louis XII et François Ier ; « mais son père ne voulut pas, disant qu'entre le danger auquel les medecins sont contrains de s'exposer de iour en iour, un medecin ne pourroit estre que medecin au lieu qu'un avocat pouuoit devenir president et chancelier. » »
« À Toulouse, où son père l'envoyait, Loysel rencontre Cujas, et ce maître, c'est l'élève qui nous l'avoue, « fut cause qu'il ne quitta point la science du droit, dont les autres docteurs le degoustoient à cause de leurs barbaries. »
Il était lié par une amitié complice à Pierre Pithou.
Il fut, avec Nicolas Bergeron, l’exécuteur testamentaire de Ramus.

### Carrière
Successeur de Du Moulin, il est considéré comme le premier « penseur » de droit français.
Disciple de Cujas, il le suit à Bourges. Il est donc formé à la méthode des Humanistes historiens.
Il devient avocat à Paris en février 1560 et procureur général à Paris en 1564.
Parmi ses clients : le duc d'Anjou, frère d'Henri III, Catherine de Médicis, la maison de Montmorency, le chapitre de Notre-Dame de Paris… Il termine sa carrière en tant que procureur général près la Chambre de justice de Limoges.
Loysel est un adepte du Mos Gallicus, méthode des humanistes, mais la pratique l'éloigne de l'étude du droit romain et de l'Histoire. Il est politiquement un défenseur du roi et des pouvoirs du roi et estime qu'il faut que le droit soit celui du royaume. Il parle d'abord d'un droit français avant de parler d'un « Droit Universel de notre Royaume ». Il souhaite que les coutumes soient « enfin réduites à la conformité, raison d'une seule loi ». Il en tire son œuvre Institutes coutumières en 1607 dont la forme est romaine et le fond coutumier.
Loysel met  quarante pour réunir les 958 maximes de son recueil, qui est l'expression du droit français dans une forme élégante. C'est ainsi qu'il fixe les bases du droit français en fusionnant les règles de nombreuses coutumes et d'éléments du droit romain.

## Citations
Formules telles que Loysel aimait les trouver pour synthétiser le droit en une suite d'adages juridiques, pour beaucoup encore valables :
- Qui veut le roi, si veut la loi.[6]
- Qui fait l’enfant le doit nourrir.[7]
- Fille fiancée n’est prise ni laissée ; car tel fiance qui n’épouse point.[8]
- En mariage trompe qui peut.[9]
- L’habit ne fait pas le moine, mais la profession.[10]
- On lie les bœufs par les cornes, et les hommes par les paroles.[11]
- Assez fait qui fait faire.[12]
- À tous seigneurs tous honneurs.[13]
- Il vaut mieux un Tien, que deux, Tu l’auras.[14]
- Une fois n’est pas coutume.[15]
- En crime, [il] n’y a point de garant.[16]
- L’on disait jadis : « Boire, manger, coucher ensemble, [c’]est mariage ce me semble » : mais il faut que l’Église y passe.[17]
- Qui vend le pot, dit le mot.[18]
- Qui peut et n’empêche pèche.[19]

## Œuvres

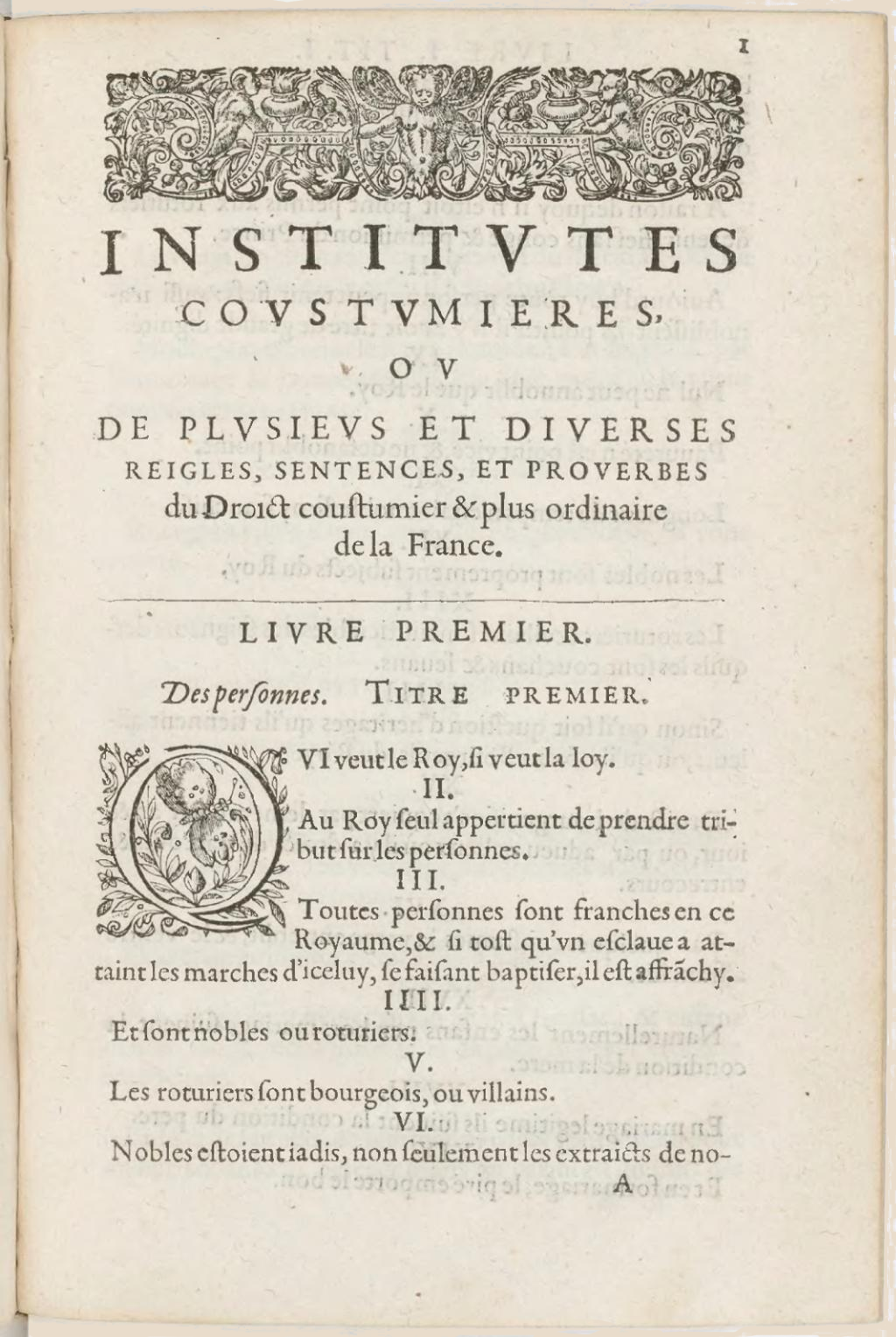
Institutes coutumières, 1607

Éditions publiées entre 1607 et 1846 :
- 1607 - Antoine Loysel, Inſtitutes couſtumieres : Ou manuel de pluſieurs & diuerſes reigles, ſentences, & Prouerbes tant anciens que modernes du Droic‍t Couſtumier & plus ordinaire de la France, Paris, Abel L'Angelier, 1607, 1re éd., 80 p. (OCLC 829487475, BNF 30828453, lire sur Wikisource, lire en ligne).
- 1608 - Antoine Loysel, Inſtitutes couſtumieres : Ou manuel de pluſieurs et diuerſes Reigles, Sentences, & Prouerbes tant anciens que modernes du Droic‍t Couſtumier & plus ordinaire de la France, Paris, Abel L'Angelier, 1608, 79 p. (OCLC 763879801, BNF 30828454, lire en ligne).
- 1617 - Antoine L'Oisel [sic], Memoires des pays, villes, comté et comtes, evesché et evesques, pairrie, commune et personnes de renom de Beauvais et du Beauvaisis, Paris, Samuel Thiboust, 1617, 367 p. (notice BnF n° FRBNF30828463).
- 1637 - Antoine Loysel, Inſtitutes couſtumieres : Ou manuel de pluſieurs et diuerſes Reigles, Sentences, & Prouerbes tant anciens que modernes du Droic‍t Couſtumier & plus ordinaire de la France, Paris, 1637, 4e éd., 79 p. (OCLC 492825621, BNF 30828455, lire en ligne).
- 1679 - Antoine Loysel, Inſtitutes coûtumieres : Ou manuel de pluſieurs & diverſes Regles, Sentences, et Proverbes tant anciens que modernes du Droit Coûtumier & plus ordinaire de la France, Paris, 1679, 7e éd. (OCLC 43093703, BNF 30828456, lire sur Wikisource).
- 1710 - Antoine Loysel, Inſtitutes coûtumieres : Avec des renvois aux Ordonnances de nos Rois, aux Coûtumes & aux Autheurs qui les ont commentées, aux Arrêts, aux anciens Pratticiens, & aux Hiſtoriens dont les regles ont été tirées, Paris, 1710, 8e éd. (OCLC 84182748, BNF 30828458, lire sur Wikisource). (Antoine Loysel et Eusèbe de Laurière (dir.), Inſtitutes coûtumieres, vol. 1, 1710 (OCLC 165672146, lire sur Wikisource, lire en ligne)., Antoine Loysel et Eusèbe de Laurière (dir.), Inſtitutes coûtumieres, vol. 2, 1710 (OCLC 165672150, lire sur Wikisource, lire en ligne).)
- 1758 - Antoine Loysel, Inſtitutes coutumières : Avec des renvois aux ordonnances de nos rois ; aux coutumes & aux auteurs qui les ont commentées ; aux arrêts, aux anciens Praticiens, & aux hiſtoriens dont les règles ont été tirées, Paris, Durand, 1758, 9e éd. (OCLC 457538619, BNF 30828459). (Inſtitutes coutumières, vol. 1 (lire en ligne)., Inſtitutes coutumières, vol. 2 (lire en ligne).)
- 1783 - Antoine Loysel, Inſtitutes coutumières : Avec des renvois aux Ordonnances de nos Rois, aux Coutumes, & aux Auteurs qui les ont commentées ; Aux Arrêts, aux anciens Praticiens, & aux Hiſtoriens dont les règles ont été tirées, Paris, Durand, 1783, 10e éd. (OCLC 902289863, BNF 39372794). (Inſtitutes coutumières, vol. 1., Inſtitutes coutumières, vol. 2.)
- 1846 - Antoine Loysel, André Marie Jean Jacques Dupin (dir.) et Édouard Lefebvre de Laboulaye (dir.), Institutes coutumières : Ou manuel de plusieurs et diverses règles, sentences et proverbes, tant anciens que modernes du droit coutumier et plus ordinaire de la France, Paris, Durand, 1846, 13e éd. (OCLC 486218798, BNF 30828462). (Antoine Loysel, Institutes coutumières, vol. 1, 1846 (lire en ligne)., Antoine Loysel, Institutes coutumières, vol. 2, 1846 (lire en ligne).)